# Nhà thờ Hồi giáo Jamia Viêng Chăn
Nhà thờ Hồi giáo Jamia Viêng Chăn, là nhà thờ Hồi giáo tọa lạc tại thủ đô Viêng Chăn của Lào.

## Lịch sử
Đây được coi là nhà thờ Hồi giáo lâu đời nhất ở Lào.

## Kiến trúc
Nhà thờ Hồi giáo Jamia Viêng Chăn là tòa nhà có hai tầng bao gồm tầng trệt là bếp chung và tầng trên cùng là tòa tháp giáo đường Hồi giáo. Tháp này được xây dựng theo phong cách kiến trúc Mughal. Nơi này còn có cả một phòng học giáo lý đạo Hồi nữa.